# Collectif contre l’impunité et la stigmatisation des communautés
Le Collectif contre l'impunité et la stigmatisation des communautés (Cisc) est une organisation non gouvernementale crée en 2019 à Ouagadougou au Burkina Faso. Il a pour but de défendre les droits des communautés et de promouvoir la cohésion sociale. 

## Historique
Le CISC a été créé au lendemain du massacre de Yirgou , un village peulh situé à 45 km de Kaya, une ville de la région du centre-nord du Burkina Faso.
Le massacre de Yirgou est intervenu les 30 et 31 décembre 2018 puis le 1er janvier 2019. Le bilan officiel fourni par le gouvernement fait cas de 48 personnes tuées. Cependant, à la suite d’une enquête, le Cisc a recensé plus de 210 personnes massacrées lors de sa sortie officielle à travers une marche le 12 janvier 2019 à la place de la Nation. 

### Missions
Le Cisc est une organisation de la société civile qui œuvre dans la promotion, la protection et la défense des droits humains. Il est doté d’un bureau exécutif de 23 membres dirigé par un secrétaire général, Dr Daouda Diallo,,,,qui joue le rôle de directeur exécutif. Le leitmotiv est la lutte contre l’impunité et la stigmatisation de toutes les communautés vivant au Burkina Faso. 

### Activités
- 12 janvier 2019 : marche meeting à la place de la Nation de Ouagadougou pour dénoncer le massacre de Yirgou
- 19 janvier 2019 : marche meeting à Bobo-Dioulasso pour dénoncer le massacre de Yirgou
- 26 janvier 2019 : marche meeting à Dédougou pour dénoncer le massacre de Yirgou
- 22 juin 2019 : sit-in devant le palais de justice pour exiger justice pour toutes les victimes de l’insécurité
- 2020 : marche pour encourager la justice à œuvrer pour la vérité a été interdite. A l’an 2 de Yirgou, c’est une conférence publique qui a été organisé.